# Lepthyphantes locketi
Lepthyphantes locketi är en spindelart som beskrevs av van Helsdingen 1977. Lepthyphantes locketi ingår i släktet Lepthyphantes och familjen täckvävarspindlar. Inga underarter finns listade i Catalogue of Life.